# 瓦尔济
瓦尔济（法語：Varzy，法語發音：[vaʁzi]），法国中部市镇，位于勃艮第-弗朗什-孔泰大区涅夫勒省，隶属于克拉姆西区，其市镇面积为41.18平方公里，2022年1月1日时人口数量为1,066人，在法国城市中排名第9,161位。
瓦尔济位于涅夫勒省北部，是一个区域性的中心集镇，前往讷韦尔、欧塞尔和布尔日三个方向的公路在此交汇。法国数学家夏尔·迪潘出生于瓦尔济。

## 地名来源
“瓦尔济”一名最初可能于公元五世纪时以“Varciacus”的形式被记载，该名称可能出自拉丁语人名“Varicius”。

## 历史
瓦尔济境内发现有新石器时期的人类活动遗迹。中世纪初，瓦尔济为欧塞尔主教的一处领地，圣雅各之路的一条支线由此通过。公元10世纪时，欧塞尔主教戈德里（Gaudry d'Auxerre）从罗马教皇返回后在瓦尔济修建了一处修道院。公元13世纪时，瓦尔济一度成为一个宗教中心，其多处宗教建筑在英法百年战争期间遭到破坏。法国大革命后，瓦尔济成为涅夫勒省的一个市镇，并自1801年起成为该省的一个县治。工业革命期间，途径瓦尔济的克拉姆西－讷韦尔铁路建成通车，后于1938年关闭，其重开计划曾多次被提出。2015年，瓦尔济县被撤销。

## 地理

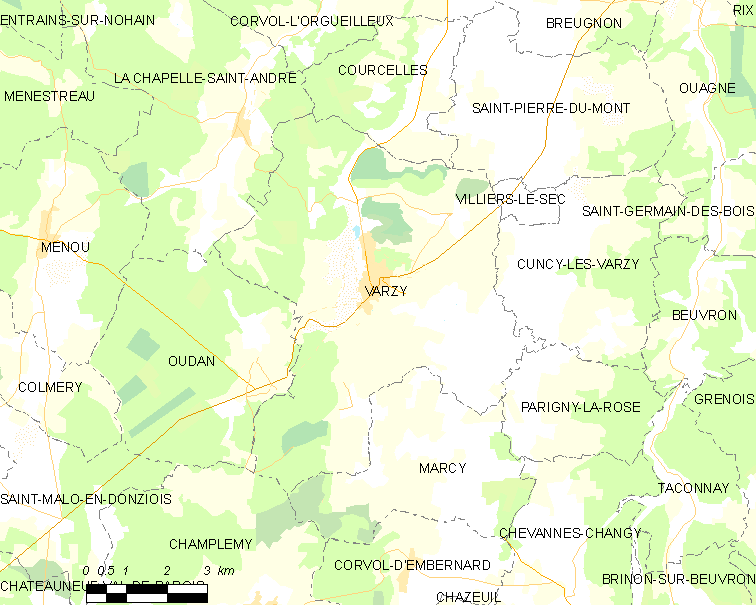
瓦尔济市镇范围地图

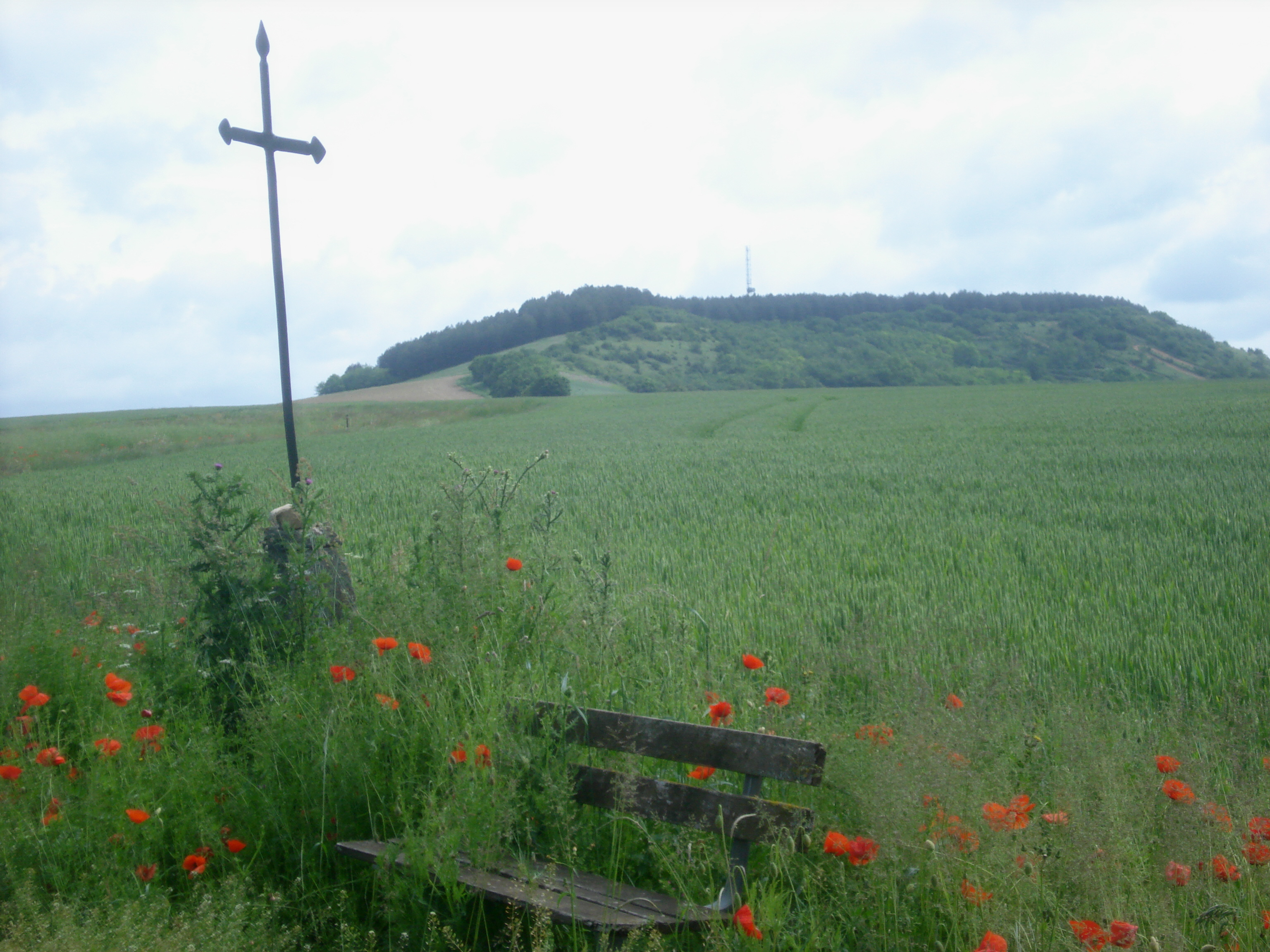
瓦尔济附近的一处农田景观

瓦尔济位于法国中部，勃艮第-弗朗什-孔泰大区西部和涅夫勒省北部，距离省会讷韦尔大约52公里。与瓦尔济接壤的市镇包括：拉沙佩勒圣安德烈、库尔塞勒、圣皮埃尔迪蒙、乌当、尚普勒米、维利耶勒塞克、坎西莱瓦尔济、马尔西和帕里尼拉罗斯。

### 地形
瓦尔济位于莫尔旺山西部延伸地带，境内以浅丘为主，市镇中心地势较为平坦，东西两侧为丘陵，全境海拔在197到367米之间。

### 水文
瓦尔济位于塞纳河流域范围内，心溪（Ruisseau de Cœurs）自南向北流经镇中心。

### 植被
瓦尔济属于温带阔叶混交林区，林地广泛分布于浅丘坡地地区。
在鲜花城市的评比中，瓦尔济暂未被评级。

### 气候
瓦尔济在柯本气候分类法中属于带有大陆性特征的温带海洋性气候。

## 行政区划
瓦尔济的市镇编号为58304，邮政编号为58210。
在行政管理方面，瓦尔济隶属于法国勃艮第-弗朗什-孔泰大区涅夫勒省克拉姆西区；在地方选举方面，瓦尔济隶属于克拉姆西县，其市镇范围全境被划入涅夫勒省第二选区；在社会管理方面，瓦尔济是上尼韦尔奈-约讷河谷市镇公共社区的组成部分。
截至2023年3月，瓦尔济市镇范围内暂无城市敏感街区及城市政策优先街区。
法国国家统计与经济研究所（简称）在进行数据统计时，未将瓦尔济划入任何城市核心区（及城市区（Aire urbaine）。自2020年起，瓦尔济被划入包含45个市镇的克拉姆西城市辐射区内。此外，还将瓦尔济市镇整体看作一个“块区”（IRIS），以便于统计人口分布情况。

## 交通

### 公路
法国国道N151县和涅夫勒省省道D5线、D102线、D105线、D278线和D977线在瓦尔济境内交汇。勃艮第-弗朗什-孔泰大区下属的城际客运提供巴士线路，可前往讷韦尔和克拉姆西。
2019年，46.6%的瓦尔济家庭拥有至少一辆私人汽车。2017年，瓦尔济境内共发生各类交通事故1起，造成5人受伤，其中1人重伤。
| 19 | 64 |

| 29 | 34 |

| 讷韦尔 | 53 |

| 拉沙里泰 | 37 |

| 欧塞尔 | 58 |

| 克拉姆西 | 16 |

| 科讷 | 41 |

| 栋济 | 24 |

### 铁路
瓦尔济位于克拉姆西－讷韦尔铁路上，该铁路自1938年起停止客运服务。
距离瓦尔济最近的客运铁路车站为17公里外的克拉姆西站，该站停靠往返于巴黎和科尔比尼一线的区域列车。

### 航空
瓦尔济距离巴黎-奥利机场的公路里程约213公里。

### 城市公共交通
截至2023年3月，瓦尔济暂无城市公共交通系统。当地的城际定制巴士每周四运行。

## 政治
瓦尔济的现任市长为吉勒·诺埃尔先生（Gilles NOËL），他是一名右翼无党派人士，在2020年的市政选举中获得了53.11%的支持率。
在2022年的法国总统大选中，法国极右翼政党国民阵线主席玛丽娜·勒庞在瓦尔济获得了58.04%的支持率。

## 人口
2019年，瓦尔济市镇人口数量为1,103，在法国排名第9,161位。其中男性521人，女性582人，75岁及以上人口占16.0%，外籍人口（Popultionétrngère）数量为35人，人口密度为27人/平方公里，当地居民被称为（男性）或（女性）。2020年，瓦尔济境内出生6人，死亡人口33人。
| 瓦尔济1901年－2020年人口变化情况 |
|                                  |
| 数据来源：Cassini、INSEE         |

## 经济
截止2023年3月，瓦尔济市镇范围内共有各类用人单位（包含自雇）237家，平均历史为20年，均为中小型企业（PME），2023年1月至3月间，当地的经济活力指数为0.42%。（非金属冶炼）是当地2021年营业额最高的企业，为360,045欧元。

## 财政与居民收入
2021年，瓦尔济的财政收入总额为1,545,470欧元，财政支出总额为1,405,160欧元，当年的债务总额为1,122,580欧元。2021年，瓦尔济市镇通过增值税获得13,890欧元的收入，此外当地还共获得了264,110欧元的国家直接财政补助。
2020年，瓦尔济的人均月收入总额为1,524欧元，低于法国平均水平（2,303欧元）。
2019年，瓦尔济境内的青壮年（15至64岁）失业率为13.6%；当地42.5%的家庭拥有纳税资格，平均纳税1,280欧元，低于法国平均水平（3,910欧元）。

## 社会事务

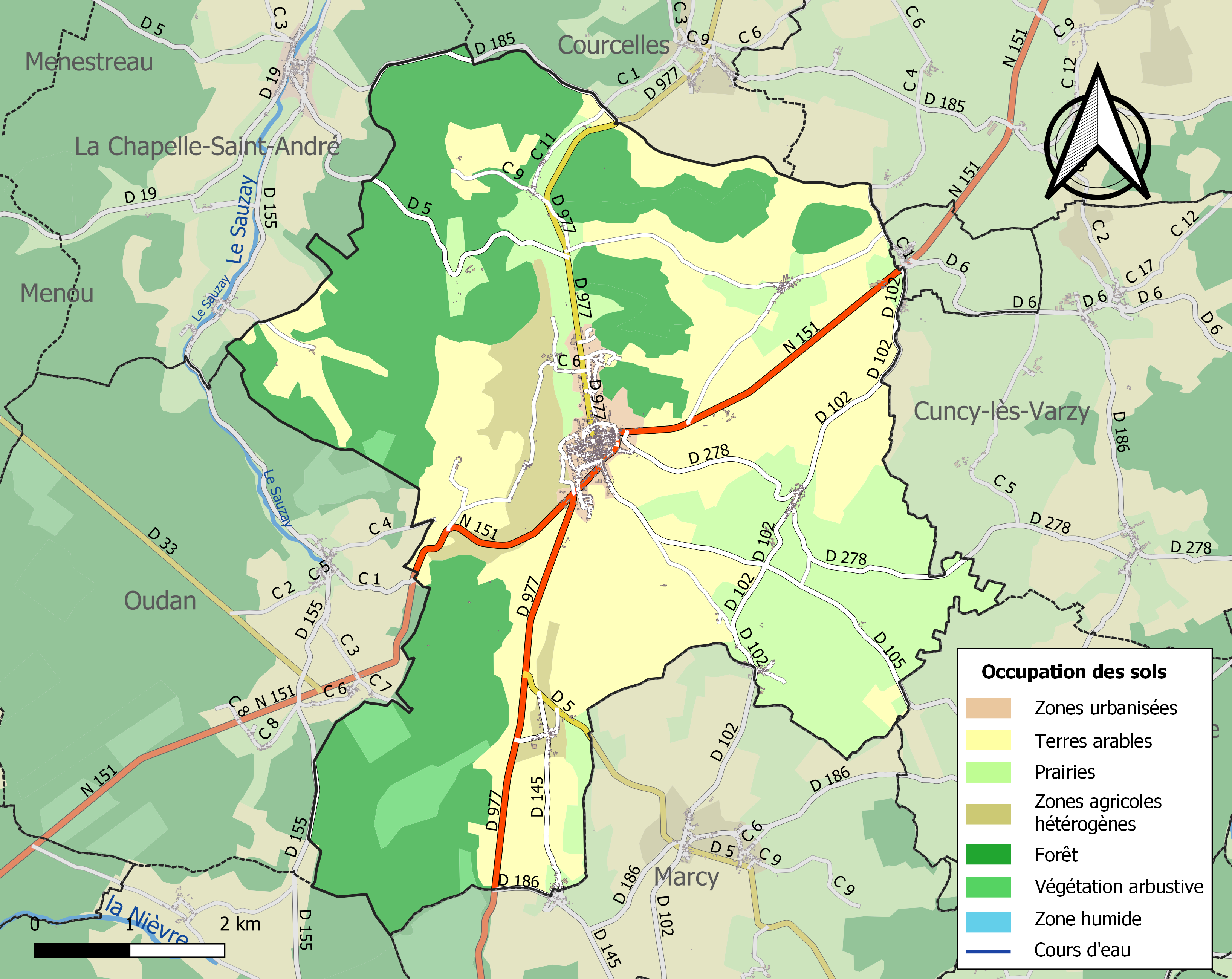
瓦尔济土地利用情况地图

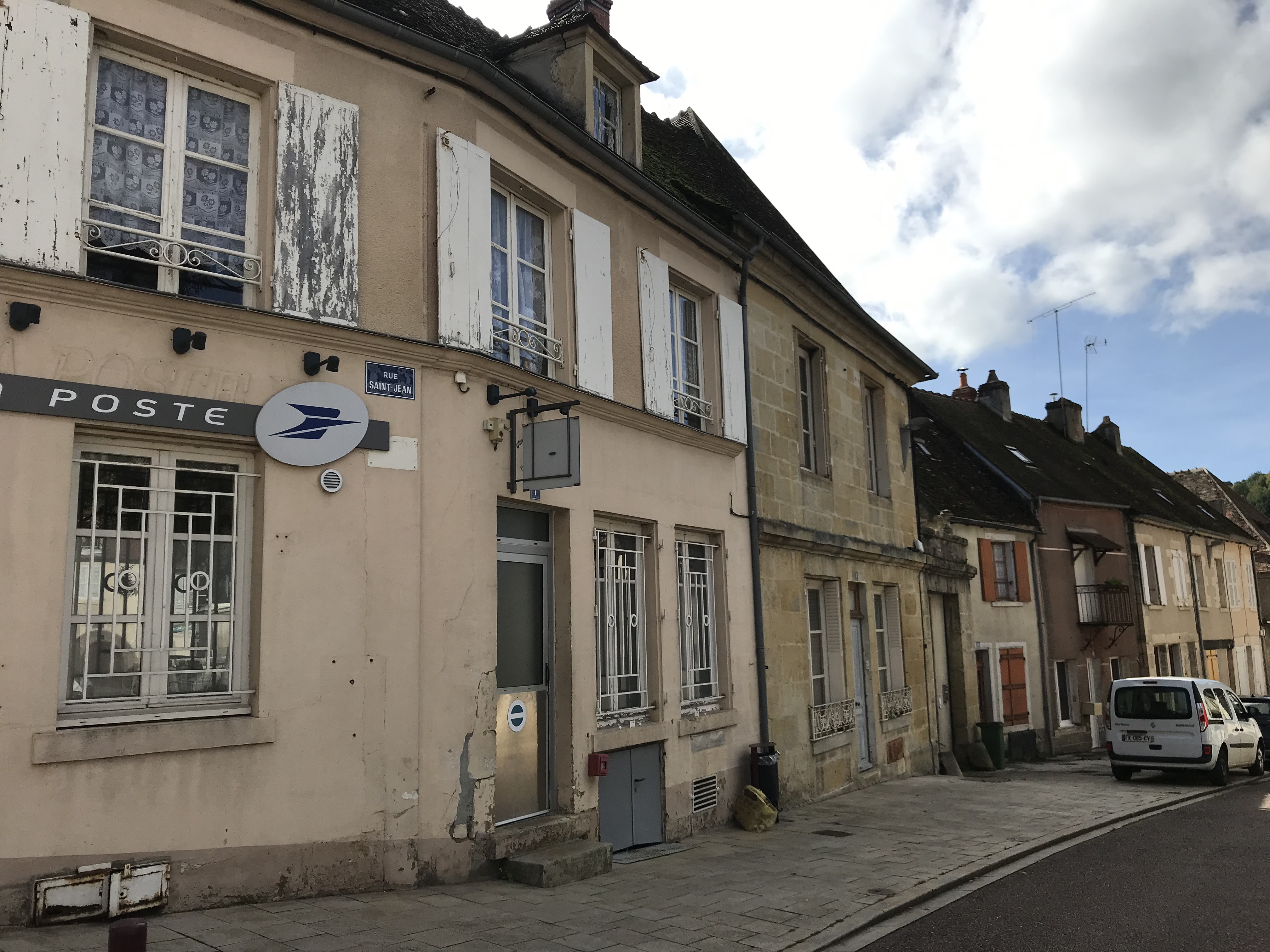
瓦尔济邮局

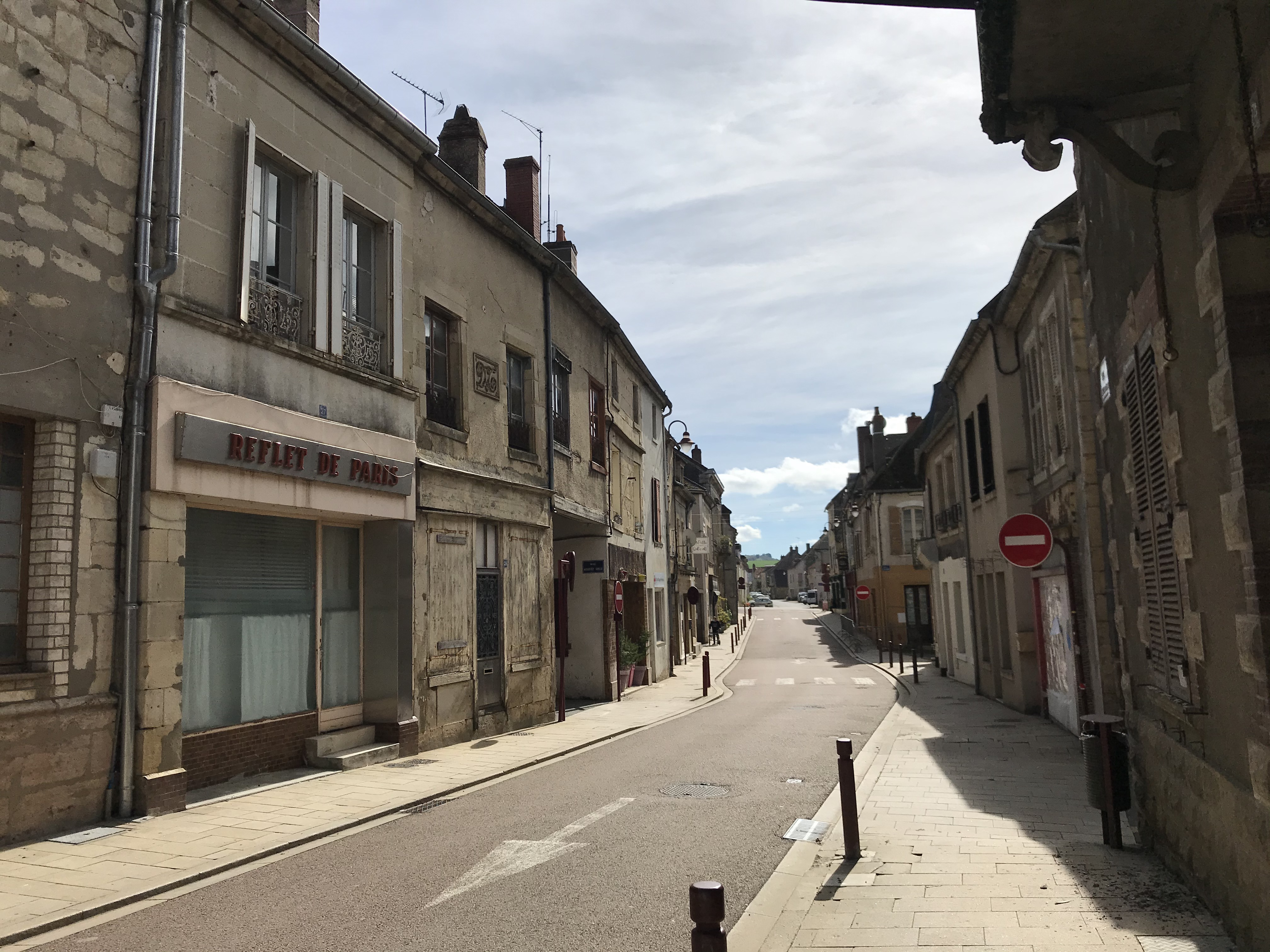
瓦尔济镇中心的德朗格街

### 教育
瓦尔济属于第戎学区。截止2021年1月1日，瓦尔济境内共有1所小学、1所农业高中和1所职业高中。2021至2022学年度，瓦尔济境内共有在校中等教育阶段学生138名。

### 医疗
截止2021年1月1日，瓦尔济境内共有全科医生2名、保健师1名和护士3名。境内共有药房1家。
距离瓦尔济最近的区域性医疗机构为克拉姆西中心医院（Centre Hospitalier de Clamecy），其主病区位于克拉姆西，距离瓦尔济市区的正常车程大约13分钟，该院设有床位40个，是当地规模最大的公立综合性医院。

### 住房
2019年，瓦尔济境内共有各类住房869套，其中89.9%为独立式居民区，9.9%为集中式居民区。常住房屋占瓦尔济市镇范围内居民建筑总量的56.2%。
在住房保障政策方面，2021年，瓦尔济境内共有104户家庭获得了住房经济补助，受益人数占总人口数量的9.4%，其中92份为房租补助。

### 商业
2021年，瓦尔济境内共有各类实体商铺37家，其中餐厅3家、大型超市1家、杂货店1家、面包房1家、肉铺1家、美容美发店1家、汽车维修店3家。市区南部建有b1便民超市。

### 体育
2021年，瓦尔济境内共有1个体育馆、3处网球场以及1处足球或橄榄球场。
截至2023年3月，瓦尔济体育联盟（AS Varzycoise，编号518170）是瓦尔济境内唯一的一家注册足球俱乐部，其主队2022至2023赛季参加涅夫勒省足球联赛乙组（法国第十级别），其主场为市政球场（Stade Municipal）。

### 环境
瓦尔济的环境事务由其所属的上尼韦尔奈-约讷河谷市镇公共社区联合各级政府协调负责。2021年，瓦尔济境内暂无污染企业。

### 治安
2021年，瓦尔济市镇范围内共有1处宪兵队。
瓦尔济及其附近的共109个市镇是卢瓦尔河畔科讷库尔国家宪兵队的管辖范围。2020年，该宪兵队累计记录各类案件1,907起，其中盗窃类案件985起，经济类案件365起，毒品交易类案件64起。

## 文化

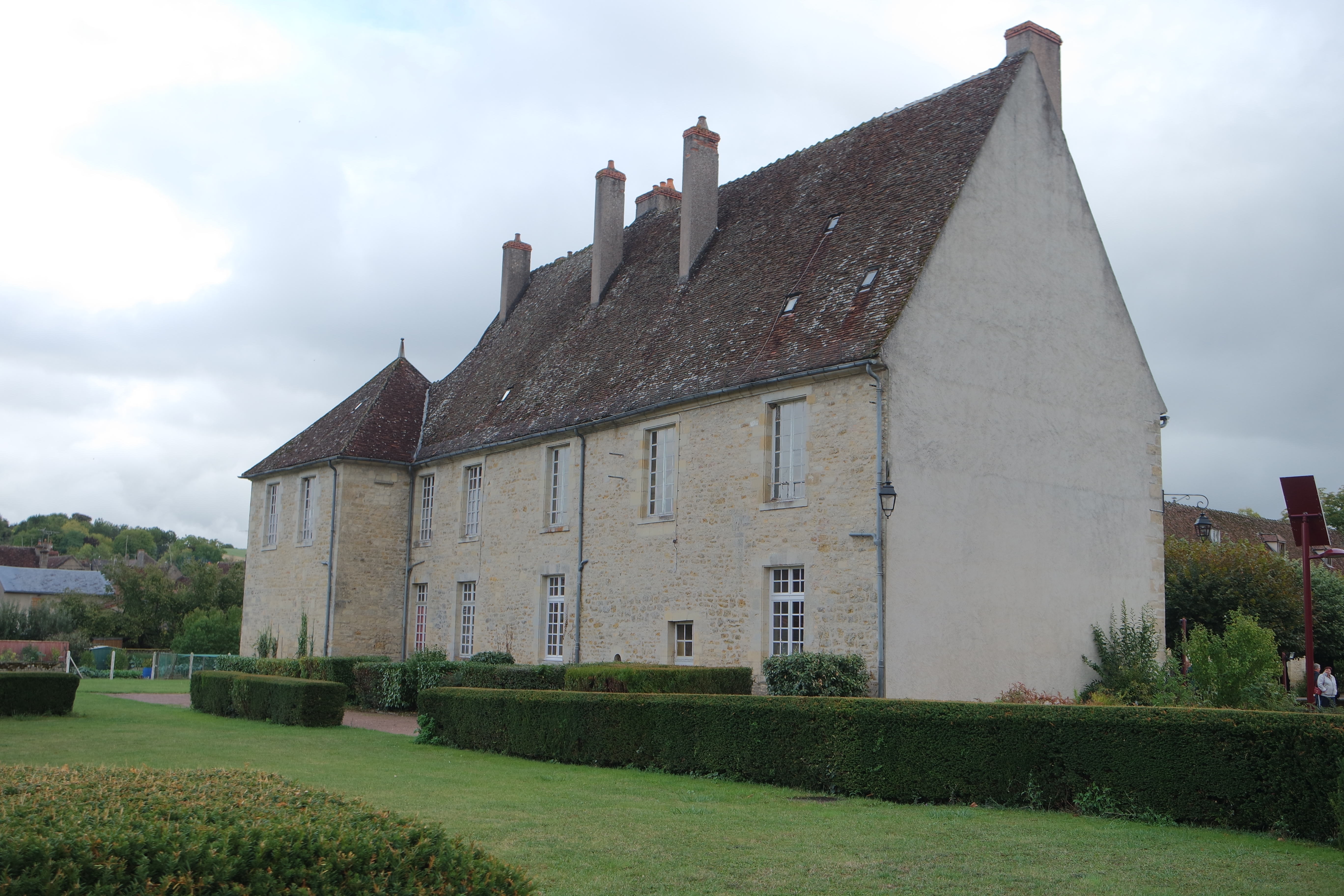
瓦尔济城堡

2021年，瓦尔济境内共有1家博物馆。瓦尔济市政府提供多媒体中心，每周二至六向公众开放。

### 建筑
瓦尔济境内有多处历史建筑，其中瓦尔济城堡、圣伯多禄教堂等为法国国家文物保护单位。

### 旅游
瓦尔济的旅游事务由其所属的上尼韦尔奈-约讷河谷市镇公共社区负责。2022年，瓦尔济境内共有1个露营地，可容纳共100辆露营车。

### 媒体
法国主要的媒体均可在瓦尔济接收，法国电视三台下属的勃艮第-弗朗什-孔泰大区频道在部分时段播出瓦尔济所在涅夫勒省的地方新闻。

## 相关人物
法国政治家克洛德·阿方斯·德朗格勒和法国数学家夏尔·迪潘出生于瓦尔济。

## 友好城市
截至2023年3月，瓦尔济共与一座城市互为友好城市关系：
- 德国 明斯特迈费尔德